# Problerhinus buchholzi
Problerhinus buchholzi är en skalbaggsart som beskrevs av Gerstaecker 1882. Problerhinus buchholzi ingår i släktet Problerhinus och familjen Cetoniidae. Inga underarter finns listade i Catalogue of Life.